# Кипуський маяк
Кипуський маяк або маяк Кипу (ест. Kõpu tuletorn) або Дагерортський маяк (швед. Övre Dagerort, нім. Leuchtturm von Dagerort) — маяк на острові Гіюмаа в Естонії. Найстаріший маяк у країнах Балтії та один із найстаріших у світі. Загальна висота від рівня моря до вершини маяка — 102 м.
У 1490-ті роки Ганзейський союз поставив перед езельським єпископом Йоганном III завдання збудувати маяк, покликаний попереджати судна про наближення до сумнозвісної мілини Некмангрунд. Маяк побудовано на вершині пагорба в західній частині острова Гі́юмаа в період від 1504 до 1540 року. Масивна кам’яна вежа з чотирма контрфорсами становила основну частину конструкції. Висота споруди становила приблизно 20—24 м. У середині XVII століття шведський фельдмаршал Делагарді, на землях якого стояв маяк, надбудував його до висоти 36 м.
За час існування маяка ліс, що оточував його, вирубали для підтримання вогню на вершині, і дерево доводилося постачати здалеку, піднімаючи на вершину пагорба. 1766 року маєток Гогенгольм у спадкоємців Делагарді придбала графиня Стенбок, а 1792 року — барон Унгерн-Штернберг, який запросив за утримання маяка в уряду щорічну субсидію в 5000 рублів сріблом. Оскільки субсидію виплачували нерегулярно, барон розпорядився припинити роботу маяка.

Систему освітлення за час служби маяка кілька разів модернізували: від багаття (дров, смоли, вугілля) і конопляної олії — до гасово-жарового, ацетиленового та автономного електричного освітлення. У 1805—1810 роках, у зв'язку з переведенням на олійне освітлення, перебудовано верхній ярус. 1883 року маяк пристосовано до потреб телеграфу. 1970 року до нього підведено лінію електропередачі. Реставровано в 1957, 1982, 1989—1990 роках.

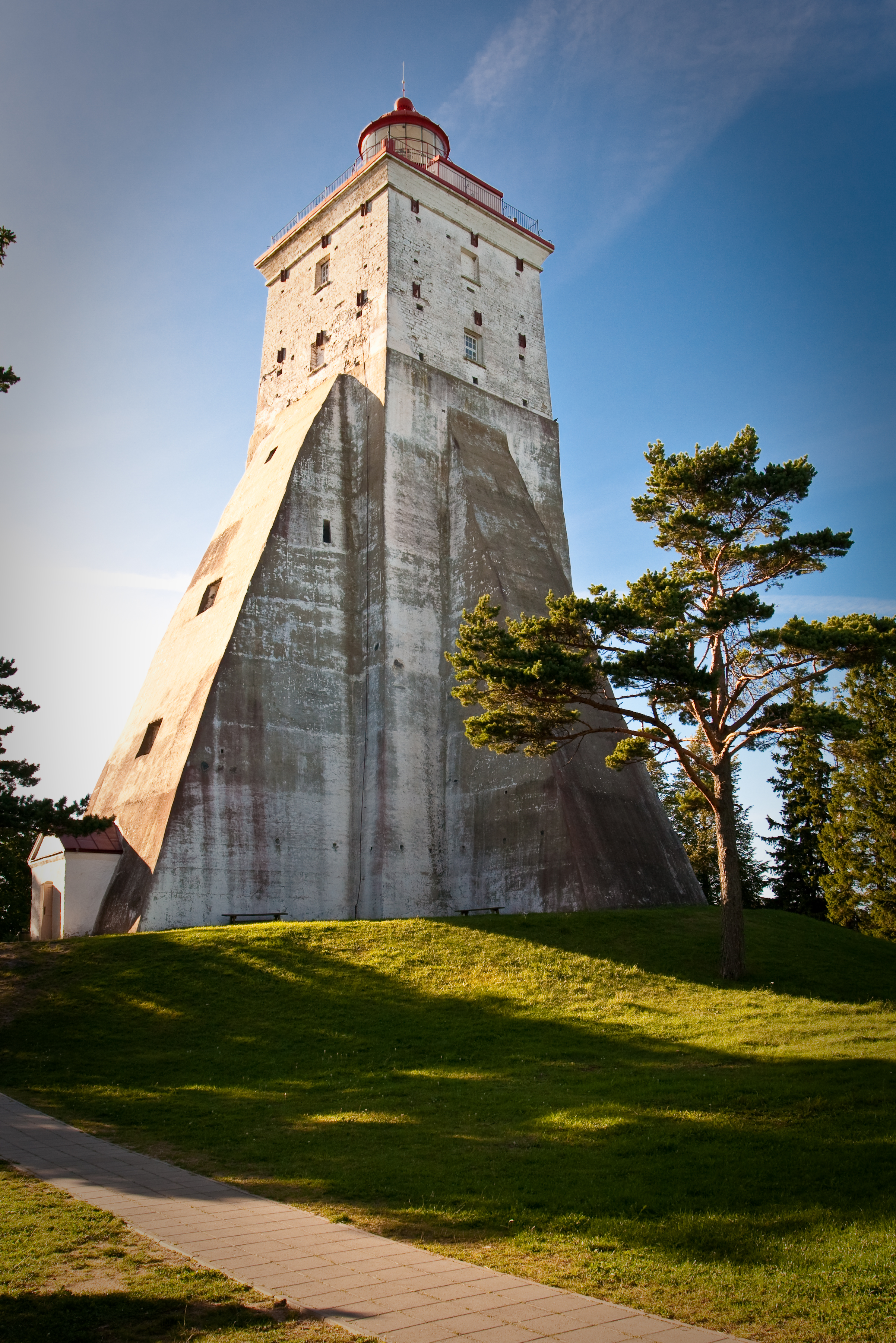
Маяк (2009)
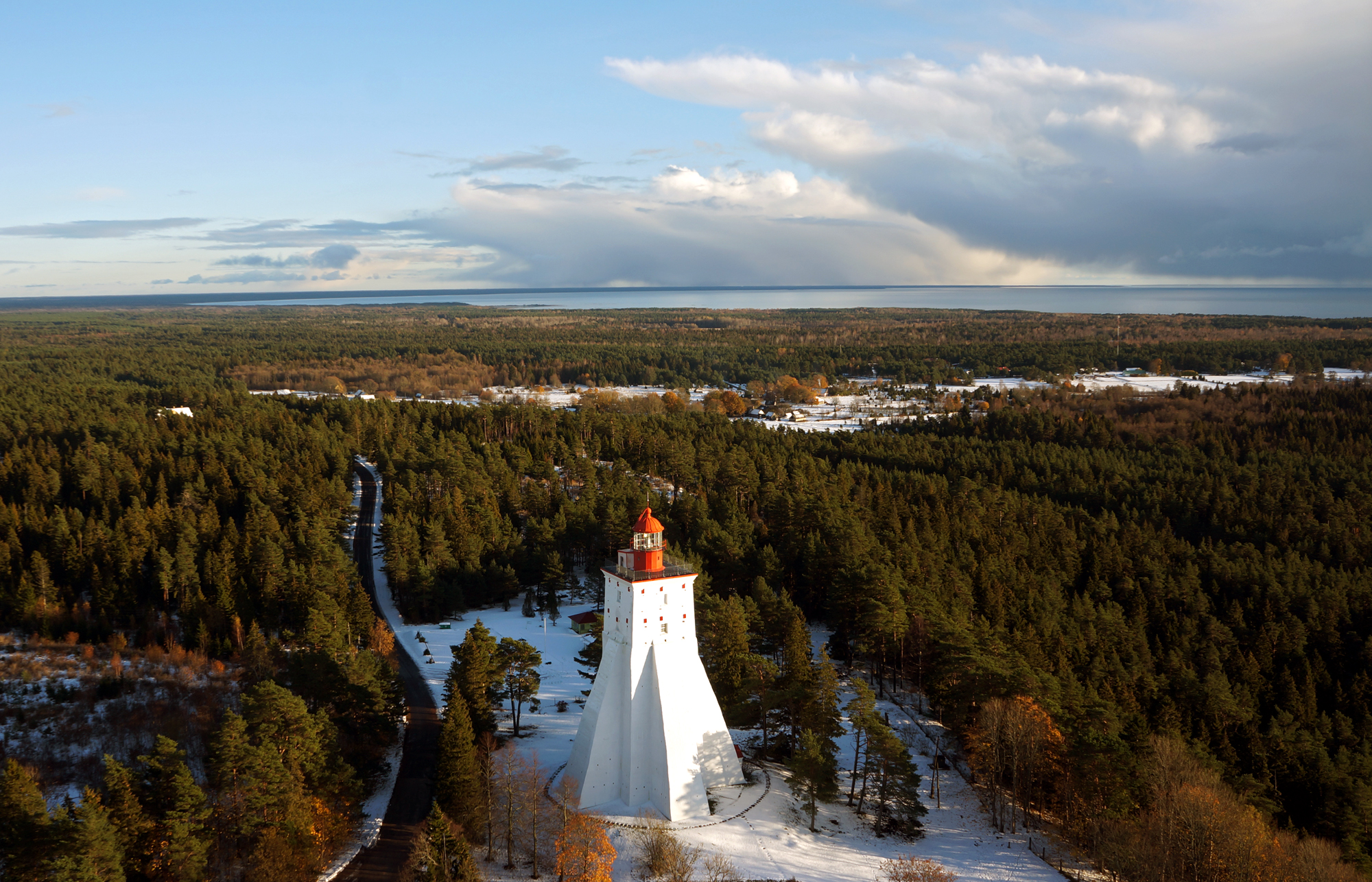
З висоти пташиного польоту (2012)